# 猿島 (敷設艇)
猿島(さるしま)は、日本海軍の敷設艇。夏島型敷設艇の1隻。猿島は横須賀港第5区、記念艦「三笠」の沖に浮かぶ島の名前。

## 艦型
計画番号H5b。
船体、兵装は「夏島」(計画番号H5)と同一であるが試験的にマン式ディーゼルを主機とした。このため速力は幾分落ちたが航続距離は2倍近くに伸びている。この主機の性能は満足のいくものでその後の測天型、平島型敷設艇の他、駆潜艇、海防艦などの小艦艇の主機に積極的に採用された。
建造中に起きた友鶴事件により復元性能改善工事を実施、固定バラスト80トンを搭載するなどし、1939年(昭和14年)には船体補強工事を行い公試排水量は647.1トンに増加した。
大戦中に機銃増備を実施したと思われるが、詳細は判っていない。

## 艦歴
1932年(昭和7年)12月10日「猿島」と命名、同日附で二等敷設艇の欄に記載される。
1933年(昭和8年)3月28日三菱横浜船渠にて起工、
5月23日に敷設艇の等級が廃止され、(等級無しの)敷設艇となる。
同年12月16日進水。
建造中に友鶴事件が起きる。
当初の竣工予定は1934年(昭和9年)5月31日だったが50日遅れ、7月20日に竣工した。
横須賀鎮守府籍、横須賀防備隊所属(1936年時)。
1938年(昭和13年)7月1日、支那方面艦隊の指揮下に入り九江攻略作戦などに参加する。
太平洋戦争開戦時は横須賀防備隊に所属し東京湾口付近の対潜哨戒や機雷敷設、近海の護衛、物資輸送などに従事する。
1942年(昭和17年)後半以降は八丈島間など、日本近海の船団護衛にも参加。
1944年(昭和19年)2月1日に類別等級が(特務艇の)敷設艇から(艦艇の)敷設艇に移り、改めて横須賀鎮守府籍となる。同年5月17日館山湾発、サイパンまでの船団護衛を行う。その帰路の7月4日父島にて敵機の攻撃を受け、弟島西方に待避する。回避運動を実施したが機械室に被爆、火災を起こし弟島北鼻西方800mで沈没した。9月10日除籍。

## 艇長
艤装員長
- 高島鉄郎 大尉：1934年2月20日[37] -

## 同型艦
- 夏島 - 那沙美